# Patinatge de velocitat als Jocs Olímpics d'hivern de 2010 - 1.000 metres femenins
Als Jocs Olímpics d'Hivern de 2010 celebrats a la ciutat de Vancouver (Canadà) es disputà una prova de patinatge de velocitat sobre gel sobre una distància de 1.000 metres en categoria femenina que formà part del programa oficial dels Jocs.
La prova es disputà el dia 18 de febrer de 2010 a les instal·lacions del Richmond Olympic Oval de la ciutat de Vancouver. Hi participaren un total de 36 patinadores de velocitat de 15 comitès nacionals diferents.

## Resum de medalles
| Or                | Argent            | Bronze              |
| Christine Nesbitt | Annette Gerritsen | Laurine van Riessen |

## Resultats
| i: pista interior | e: pista exterior |

| Pos. | Dorsal | P. | Nom                  | CON             | Temps    | Dif.  |
| ---- | ------ | -- | -------------------- | --------------- | -------- | ----- |
| 1    | 17     | i  | Christine Nesbitt    | Canadà          | 1:16.56  |       |
| 2    | 16     | e  | Annette Gerritsen    | Països Baixos   | 1:16.58  | +0.02 |
| 3    | 13     | e  | Laurine van Riessen  | Països Baixos   | 1:16.72  | +0.16 |
| 4    | 18     | i  | Kristina Groves      | Canadà          | 1:16.78  | +0.22 |
| 5    | 15     | i  | Nao Kodaira          | Japó            | 1:16.80  | +0.24 |
| 6    | 18     | e  | Margot Boer          | Països Baixos   | 1:16.94  | +0.38 |
| 7    | 11     | i  | Jennifer Rodriguez   | Estats Units    | 1:17.08  | +0.52 |
| 8    | 12     | e  | Ireen Wüst           | Països Baixos   | 1:17.28  | +0.72 |
| 9    | 12     | i  | Heather Richardson   | Estats Units    | 1:17.37  | +0.81 |
| 10   | 2      | e  | Hege Bøkko           | Noruega         | 1:17.43  | +0.87 |
| 11   | 7      | i  | Yekaterina Shikhova  | Rússia          | 1:17.46  | +0.90 |
| 12   | 3      | e  | Karolína Erbanová    | Txèquia         | 1:17.53  | +0.97 |
| 13   | 2      | i  | Ko Hyon-Suk          | Corea del Nord  | 1:17.63  | +1.07 |
| 14   | 11     | e  | Anni Friesinger      | Alemanya        | 1:17.71  | +1.15 |
| 15   | 16     | i  | Sayuri Yoshii        | Japó            | 1:17.81  | +1.25 |
| 16   | 1      | e  | Yekaterina Aydova    | Kazakhstan      | 1:17.85  | +1.29 |
| 17   | 3      | i  | Jenny Wolf           | Alemanya        | 1:17.91  | +1.35 |
| 18   | 9      | e  | Jin Peiyu            | R.P. de la Xina | 1:17.97  | +1.41 |
| 19   | 4      | e  | Chiara Simionato     | Itàlia          | 1:18.02  | +1.46 |
| 20   | 13     | i  | Olga Fatkulina       | Rússia          | 1:18.13  | +1.57 |
| 21   | 6      | i  | Shannon Rempel       | Canadà          | 1:18.174 | +1.61 |
| 22   | 17     | e  | Monique Angermüller  | Alemanya        | 1:18.179 | +1.61 |
| 23   | 10     | e  | Lee Sang-Hwa         | Corea del Sud   | 1:18.24  | +1.68 |
| 24   | 15     | e  | Wang Beixing         | R.P. de la Xina | 1:18.30  | +1.74 |
| 25   | 14     | i  | Brittany Schussler   | Canadà          | 1:18.31  | +1.75 |
| 26   | 14     | e  | Elli Ochowicz        | Estats Units    | 1:18.33  | +1.77 |
| 27   | 8      | i  | Yekaterina Malysheva | Rússia          | 1:18.56  | +2.00 |
| 28   | 9      | i  | Yekaterina Lobysheva | Rússia          | 1:18.785 | +2.22 |
| 29   | 1      | i  | Rebekah Bradford     | Estats Units    | 1:18.788 | +2.22 |
| 30   | 4      | i  | Sophie Muir          | Austràlia       | 1:18.79  | +2.23 |
| 31   | 10     | i  | Katarzyna Bachleda   | Polònia         | 1:19.00  | +2.44 |
| 32   | 7      | e  | Yu Jing              | R.P. de la Xina | 1:19.13  | +2.57 |
| 33   | 8      | e  | Ren Hui              | R.P. de la Xina | 1:19.18  | +2.62 |
| 34   | 5      | e  | Tomomi Okazaki       | Japó            | 1:19.41  | +2.85 |
| 35   | 6      | e  | Miho Takagi          | Japó            | 1:19.53  | +2.97 |
| —    | 5      | i  | Kim Yu-Rim           | Corea del Sud   | NF       | -     |

NF: no finalitzà